# 슈킨스카야역
슈킨스카야역(러시아어: Щукинская)은 모스크바 지하철 타간스코 크라스노프레스넨스카야 선의 역이다.

## 역사
슈킨스카야 역은 1975년 12월 30일에 개장하였다.

## 위치
역의 출입구는 슈킨스카야 울리차(Shukinskaya Ulitsa)와 울리차 마샬라 바실레프스코고(Ulitsa Marshala Vasilevskogo)의 교차로 근처에 있다.

## 같이 보기
- (러시아어) metro.ru